# Jay Aston
Jay Hilda Aston, född 4 maj 1961 i Purley i södra London, är en sångerska och tidigare medlem i den brittiska popgruppen Bucks Fizz. Hon är utbildad på Italia Conti School of Speech and Drama.
Aston var en av de fyra ursprungliga medlemmarna i Bucks Fizz när de, 1981, deltog i Eurovision Song Contest. De vann med låten "Making Your Mind Up" och låten blev en listetta i många länder, inkluderat Storbritannien.

## Diskografi
Album
- 2003 – Alive and Well
- 2006 – Lamb or Lizard
- 2016 – I-Spy

Video
- 2017 – In Concert with Truth Is